# Sarcófago de Seti I

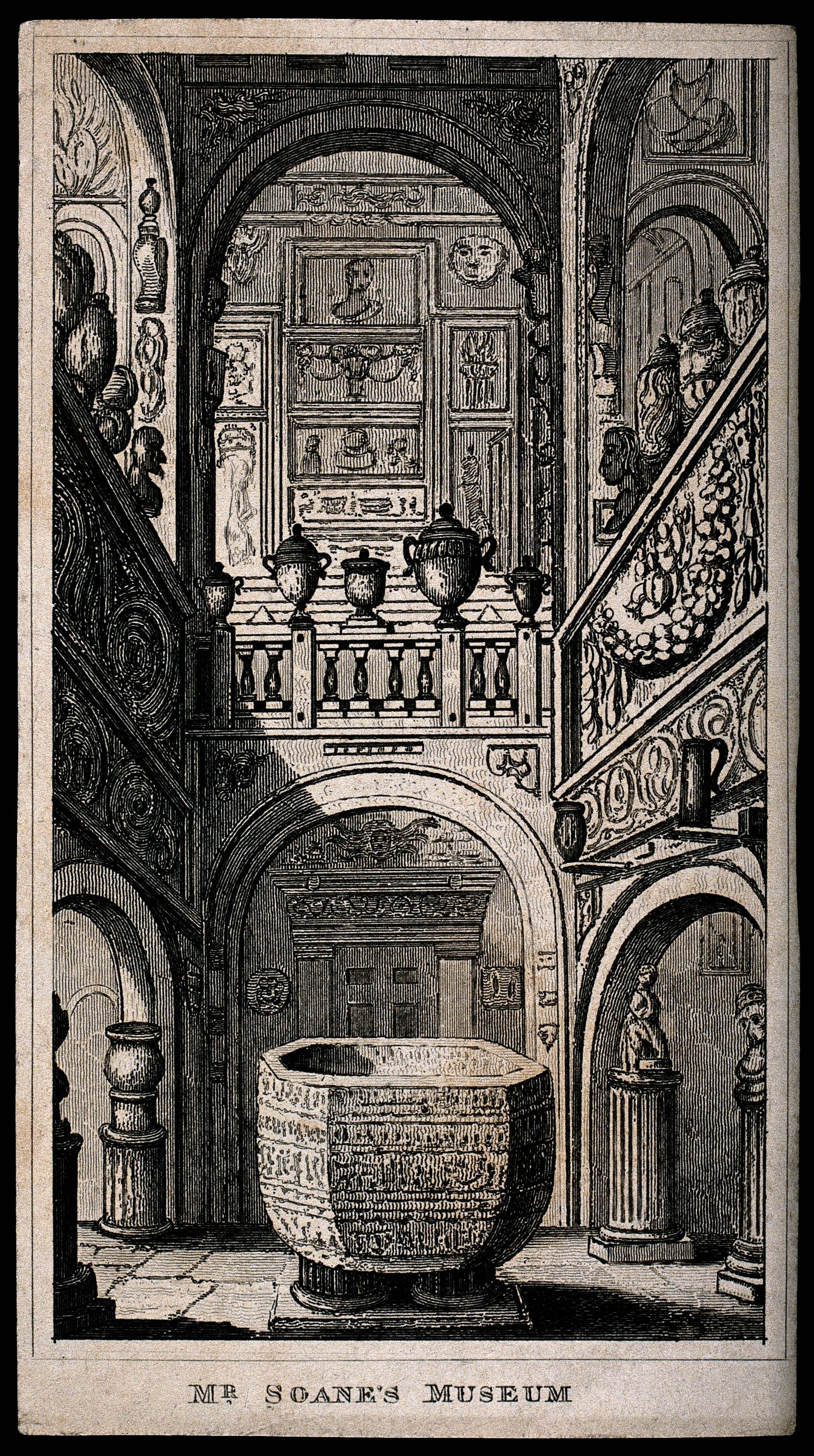
Grabado de 1834-35 del sarcófago de Seti I en exhibición en el museo de Sir John Soane.

El sarcófago de Seti I es un sarcófago de alabastro de tamaño natural de dicho faraón de la XIX Dinastía que fue redescubierto en 1817 por el explorador italiano Giovanni Battista Belzoni en la tumba KV17 en el Valle de los Reyes en Egipto. Tiene grabados y pintados de azul textos jeroglíficos del Libro de las Puertas. Se cree que Seti I falleció aproximadamente en el 1279 a. C. y que este sarcófago habría albergado su ataúd interior y su momia.
Fue comprado por el arquitecto Sir John Soane en 1824 por 2000 libras (equivalente a 177.000 actuales) después de que el Museo Británico declinara su compra citando el elevado precio de Belzoni. Actualmente se muestra en la sección de la cripta llamada Cámara Sepulcral del museo Sir John Soane en Londres. Con más de 3000 años de antigüedad, el sarcófago es uno de los objetos más antiguos de museo en el Reino Unido presente en una colección pública.